# Kertészsziget
Kertészsziget este un sat în districtul Szeghalm, județul Békés, Ungaria, având o populație de 398 de locuitori (2011). 

## Demografie
Componența etnică a satului Kertészsziget
     Maghiari (100%)
Componența confesională a satului Kertészsziget
     Fără religie (64,32%)
     Reformați (16,33%)
     Romano-catolici (6,53%)
     Necunoscută (12,81%)
Conform recensământului din 2011, satul Kertészsziget avea 398 de locuitori. Din punct de vedere etnic, majoritatea locuitorilor (100,0%) erau maghiari.  Din punct de vedere confesional, majoritatea locuitorilor (64,32%) erau persoane fără religie, existând și minorități de reformați (16,33%) și romano-catolici (6,53%). Pentru 12,81% din locuitori nu este cunoscută apartenența confesională.